# دیر کاترین مقدس
دیر کاترین مقدس نام صومعه ای تاریخی است که در شبه‌جزیره سینا و بر روی کوه‌پایه کوه سینا در مصر ساخته شده‌است. این صومعه در سده پنجم میلادی به دستور ژوستینین یکم، امپراتور روم شرقی، بنا نهاده شد. بر فرمان ژوستینین یکم، صد خانوار از مردم والاش در رومانی برای نگهداری دیر کاترین مقدس به منطقه آورده شدند. هم‌اکنون این صومعه در مالکیت کلیسای ارتدکس یونان و کلیسای ارتودکس شرقی قرار دارد. در سال ۲۰۰۲ میلادی، دیر کاترین مقدس در میراث جهانی یونسکو به ثبت جهانی رسید.
کهن‌ترین دست نوشته‌های کلیسا سه نسخه با آوازه ای است که به گرد آمده‌های سینایی، «تیکوس»، «الکساندرینوس» و «واتیکانوس» نامیده می‌شوند. این سه نسخه بر روی پرگامنت (کاغذی که در ایران باستان از پوست گوسفند و بز و آهو درست می‌کردند و آن را پرشمن parshoman می‌گفتند) نوشته شده‌است. کهن‌ترین این نسخه‌ها را کودکس سینایی تیکوس (کودکس در زبان لاتین به گردآمده‌ای از دستورها گفته می‌شود. دست‌نویسهای دیرین را نیز کودکس می‌نامند) گویند که در سال ۱۸۴۴ میلادی به‌دست تیشن درف (E. Tischendorf) از صومعه یا دیر کاترین مقدس در سینای مصر پیدا شد و در آغاز در اختیار تزار روسیه قرار داشت و سرانجام به موزه بریتانیا فروخته شد.
در این دیر سندی وجود دارد به نام آشتی‌نامه محمد که به محمد، پیامبر اسلام نسبت داده می‌شود و گفته می‌شود که متن آن به خط علی بن ابی‌طالب است.

## نگارخانه

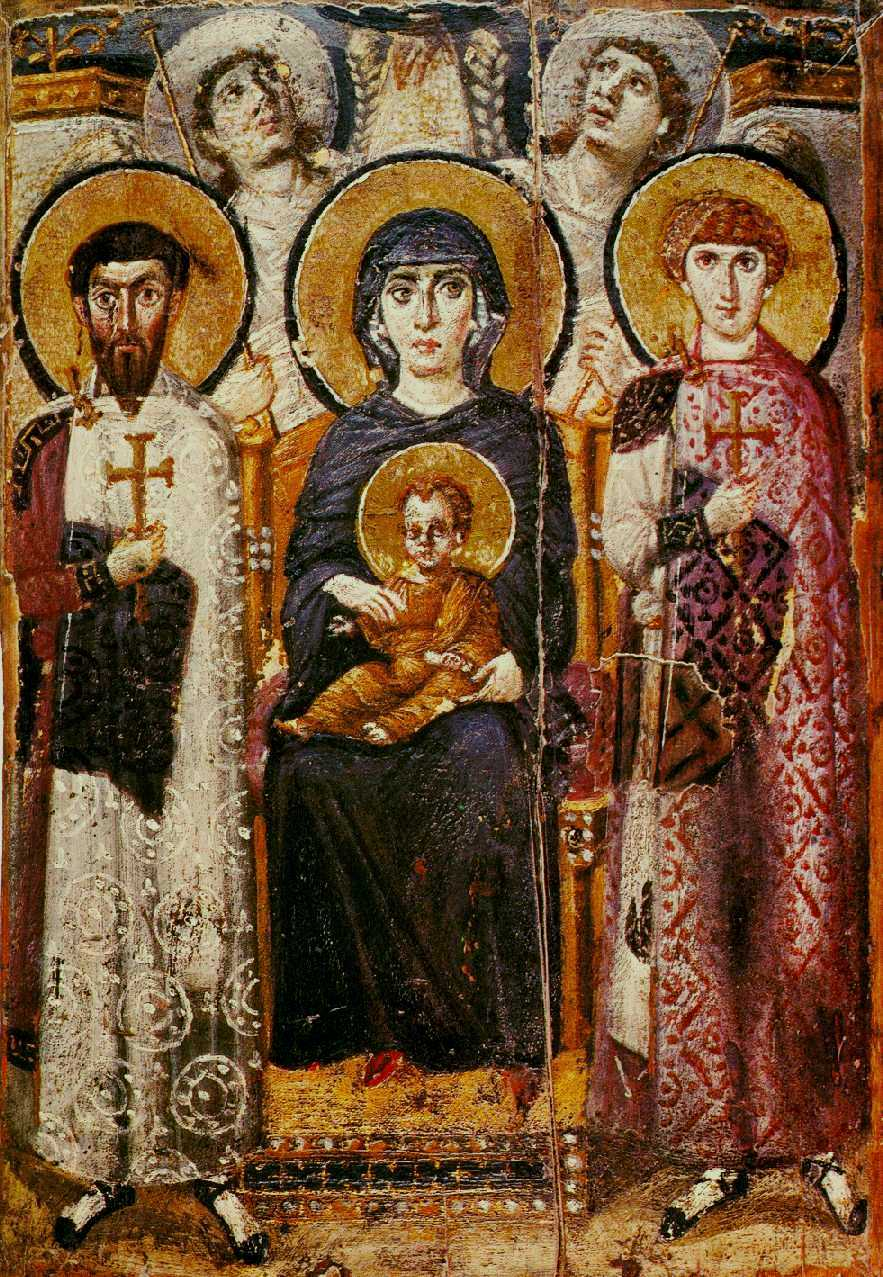
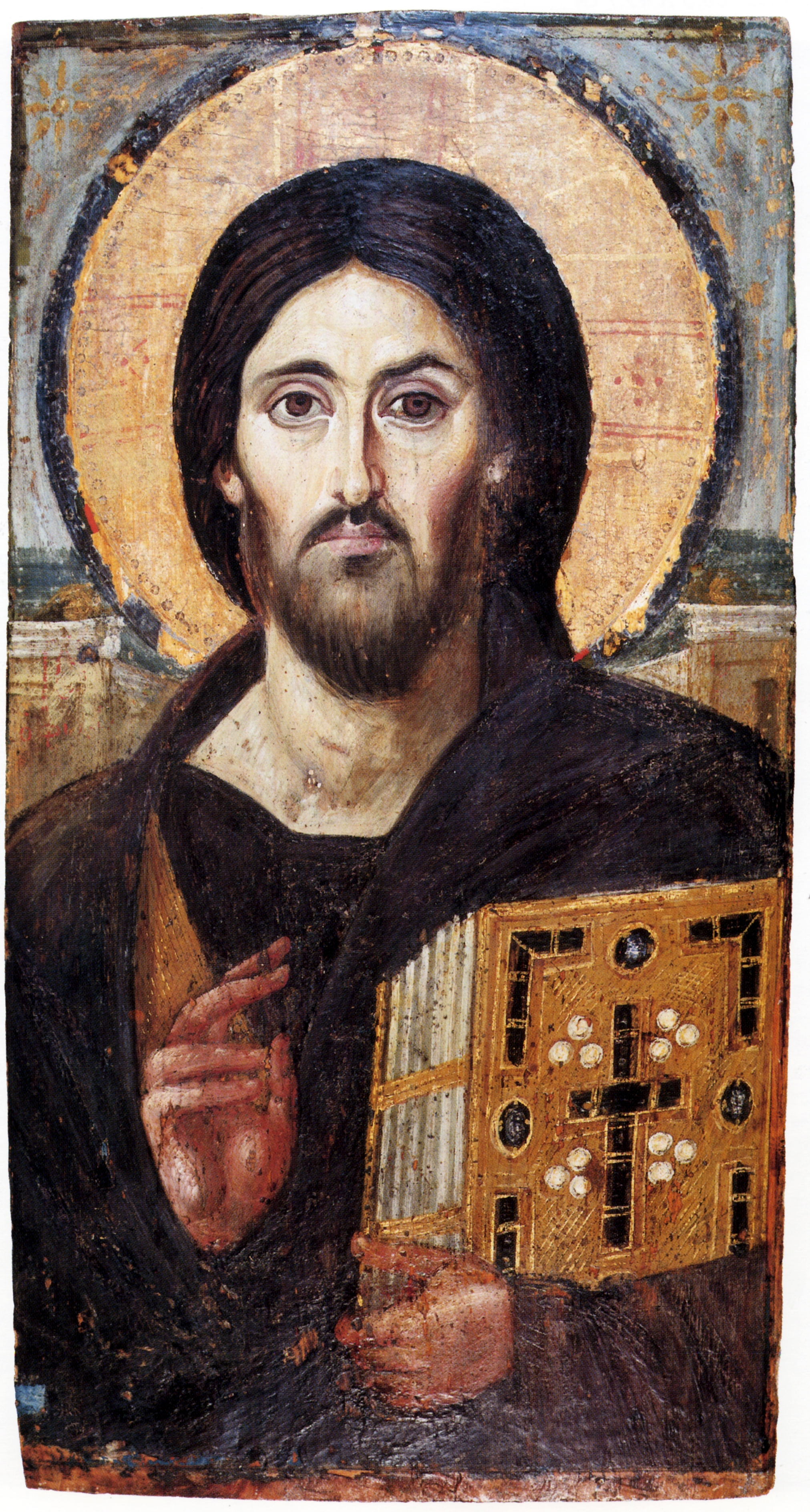
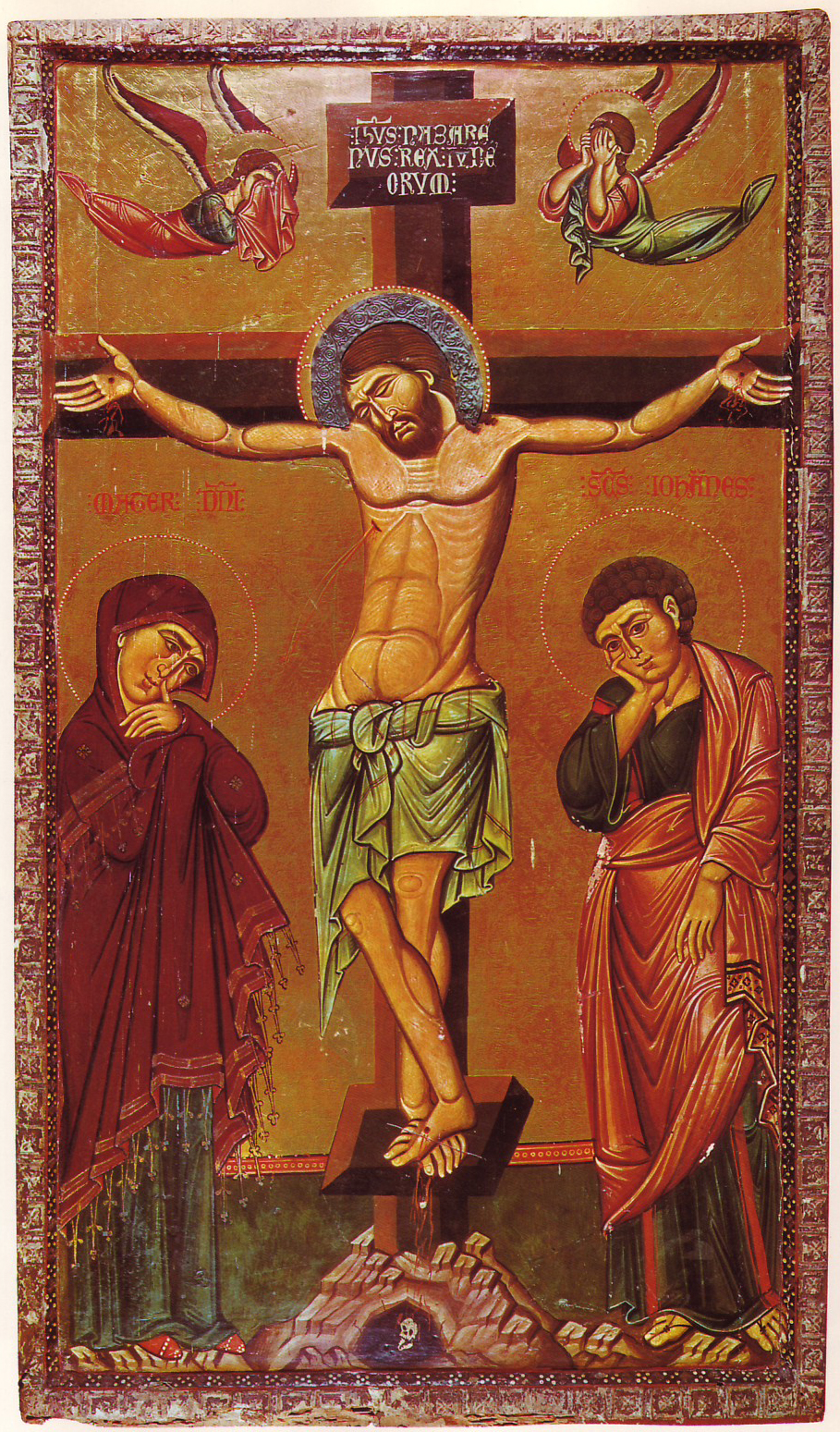
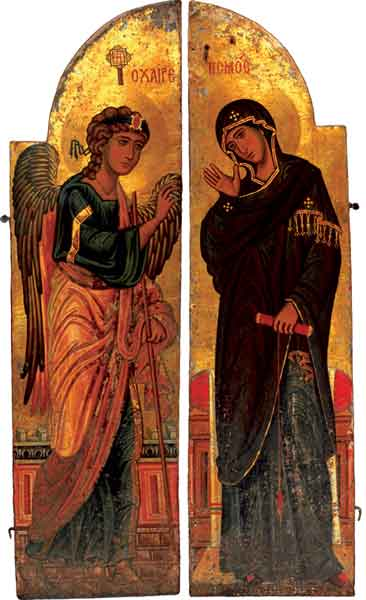
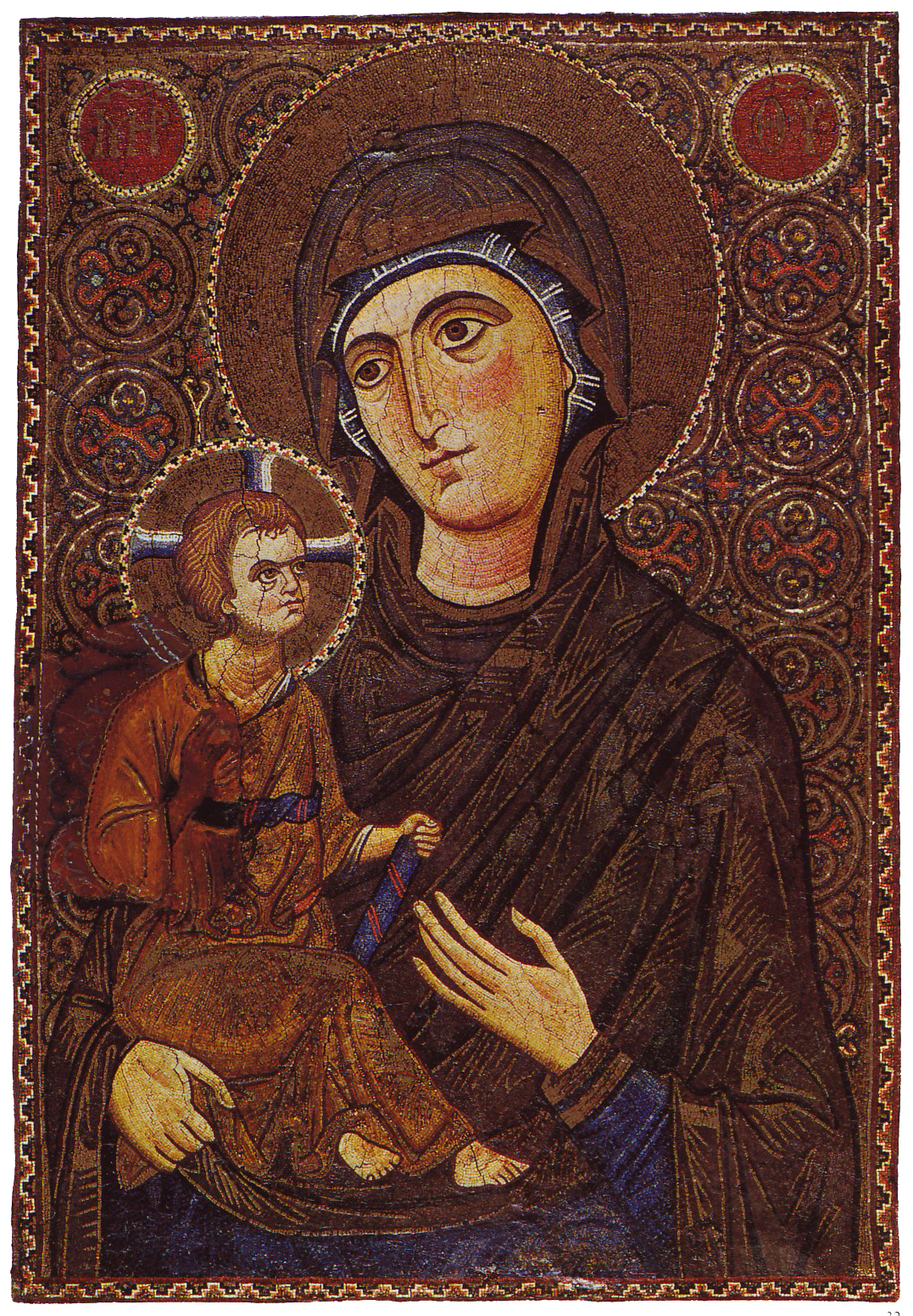
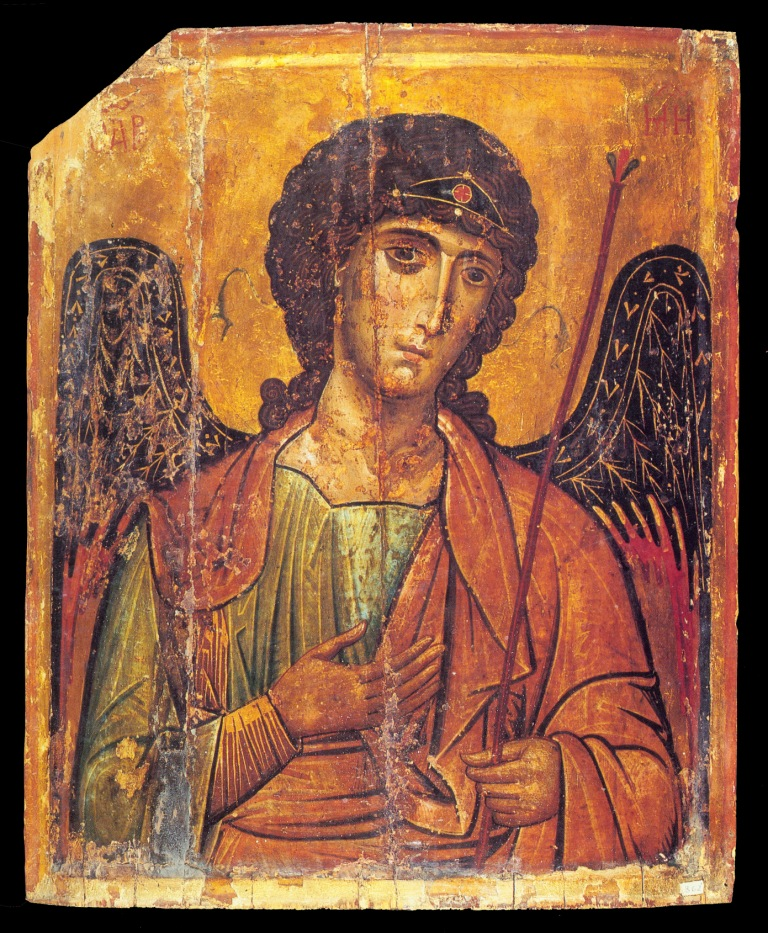
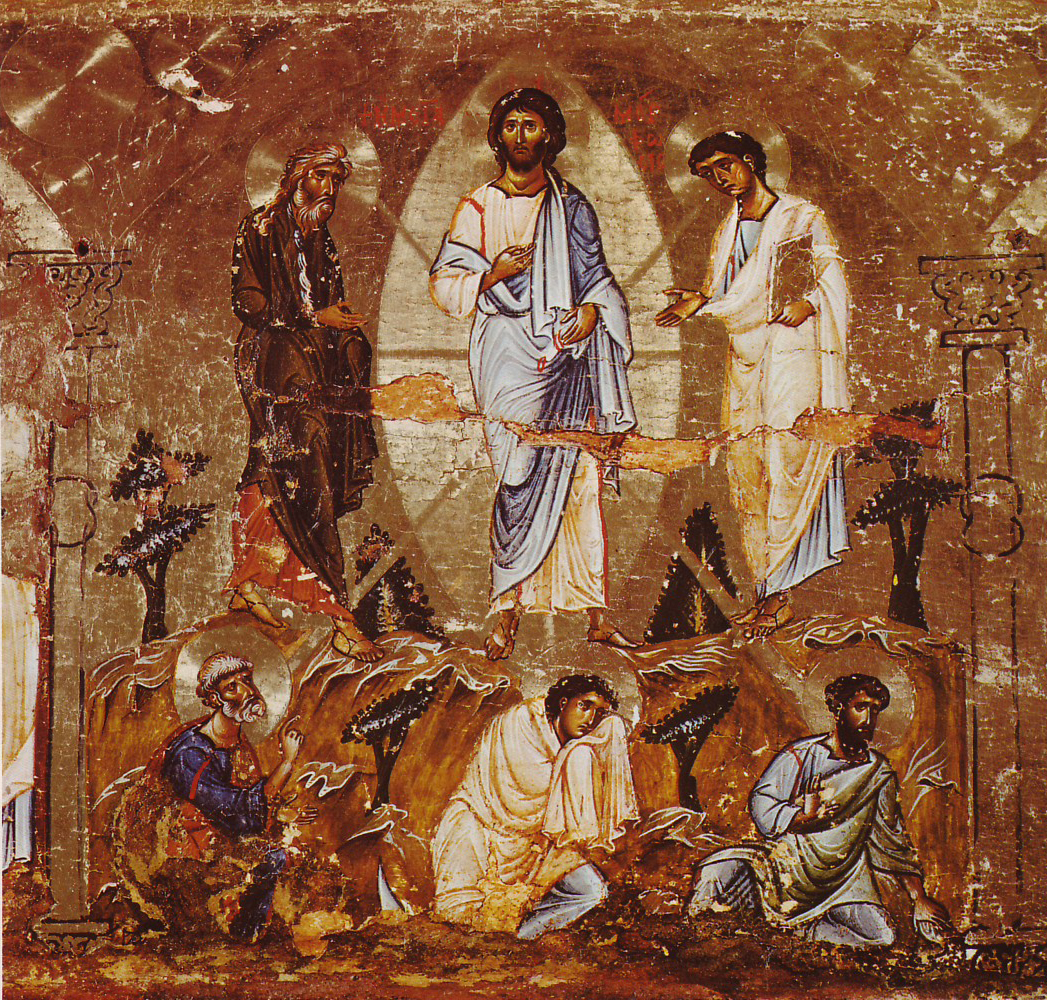
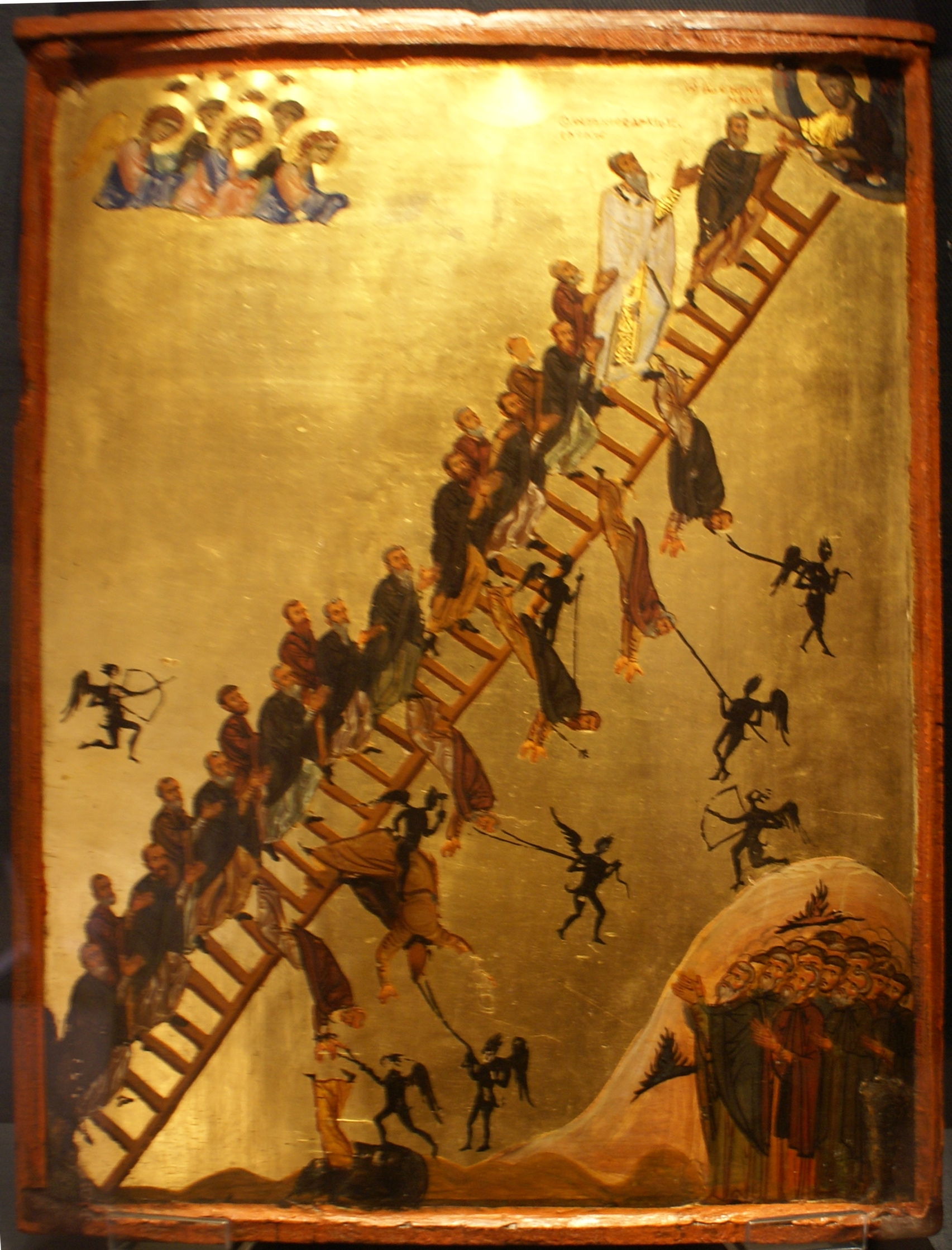
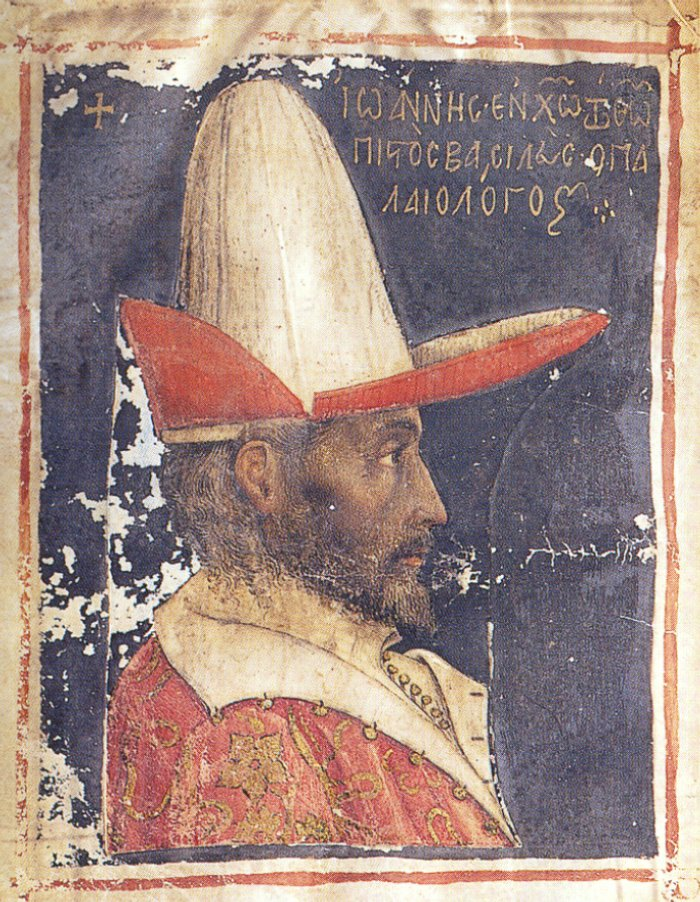
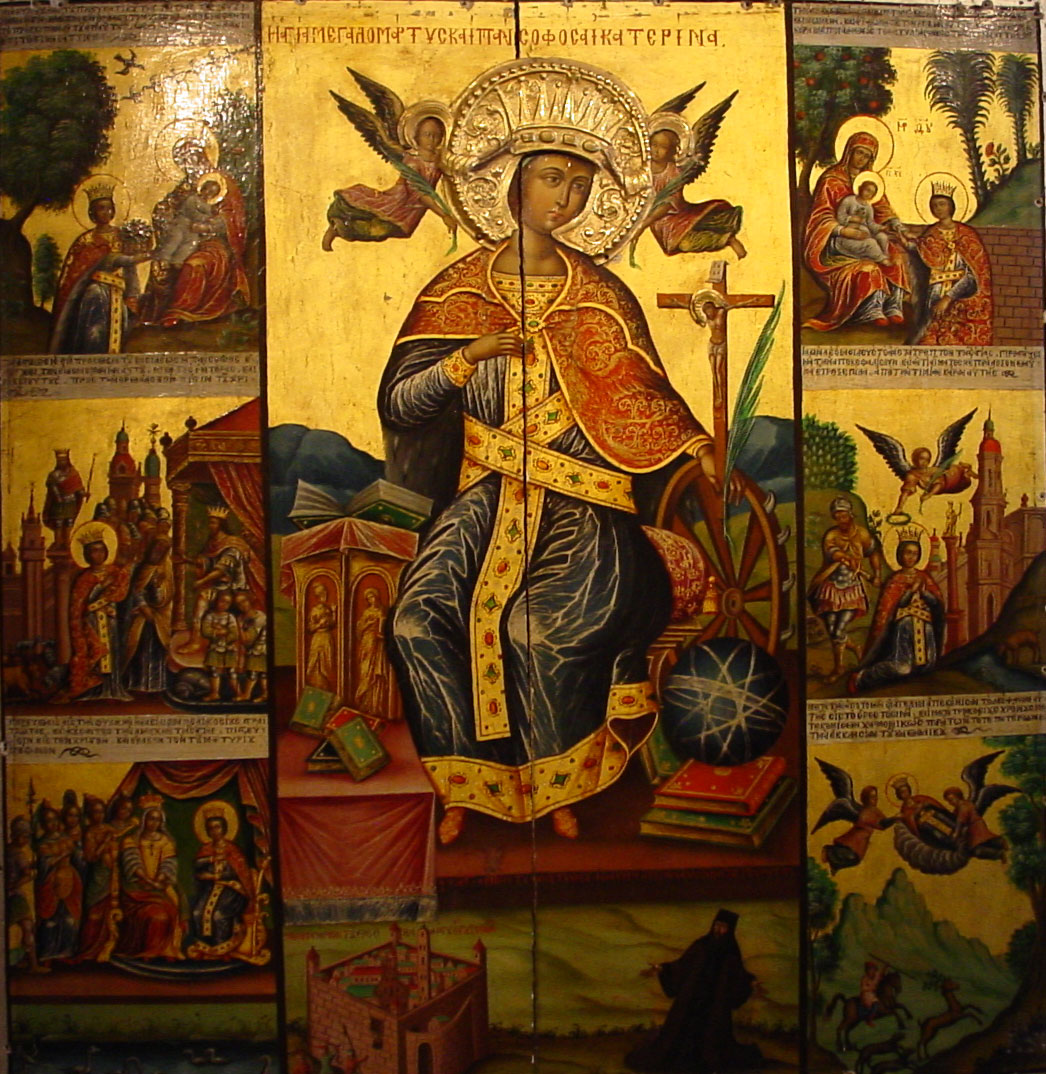
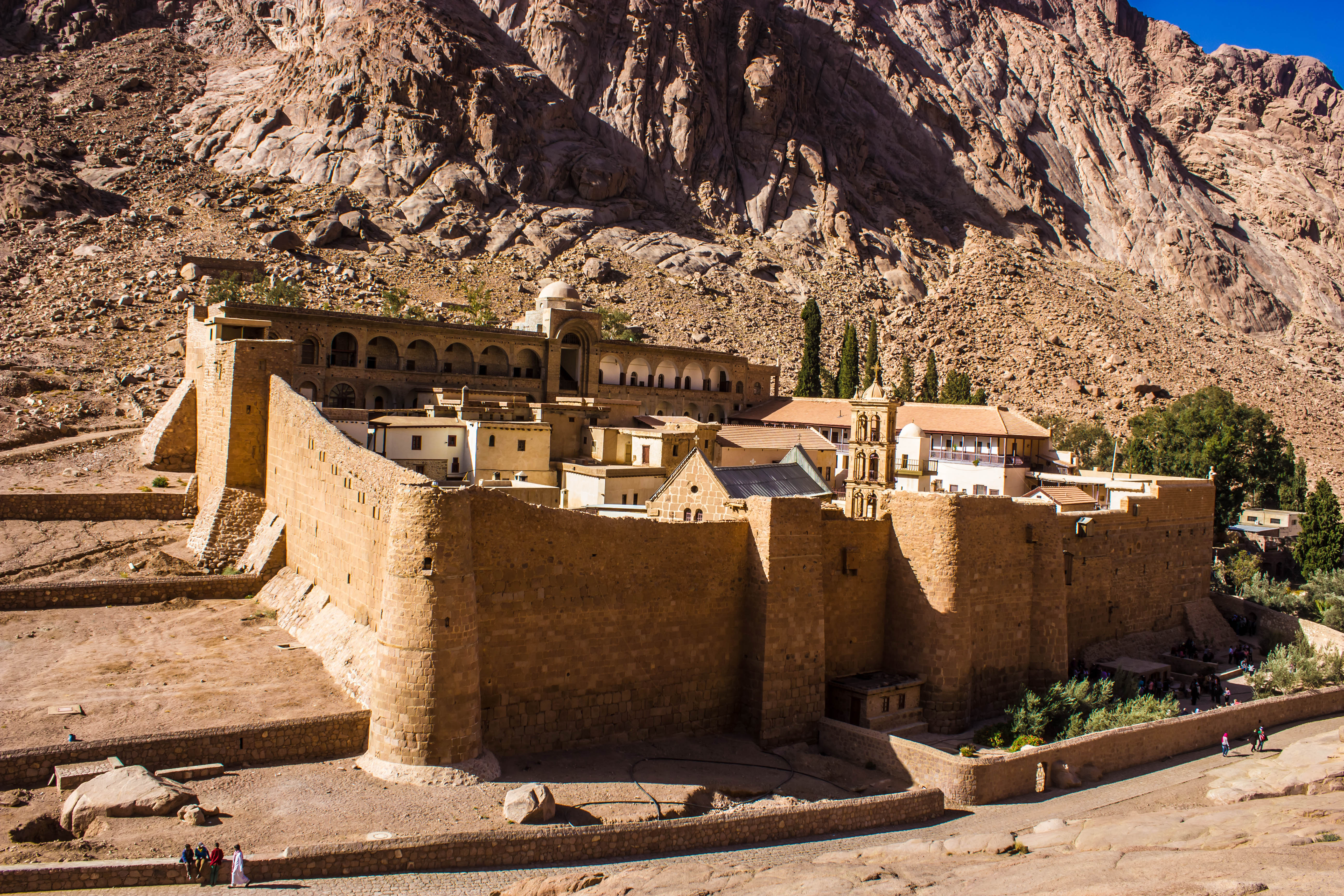
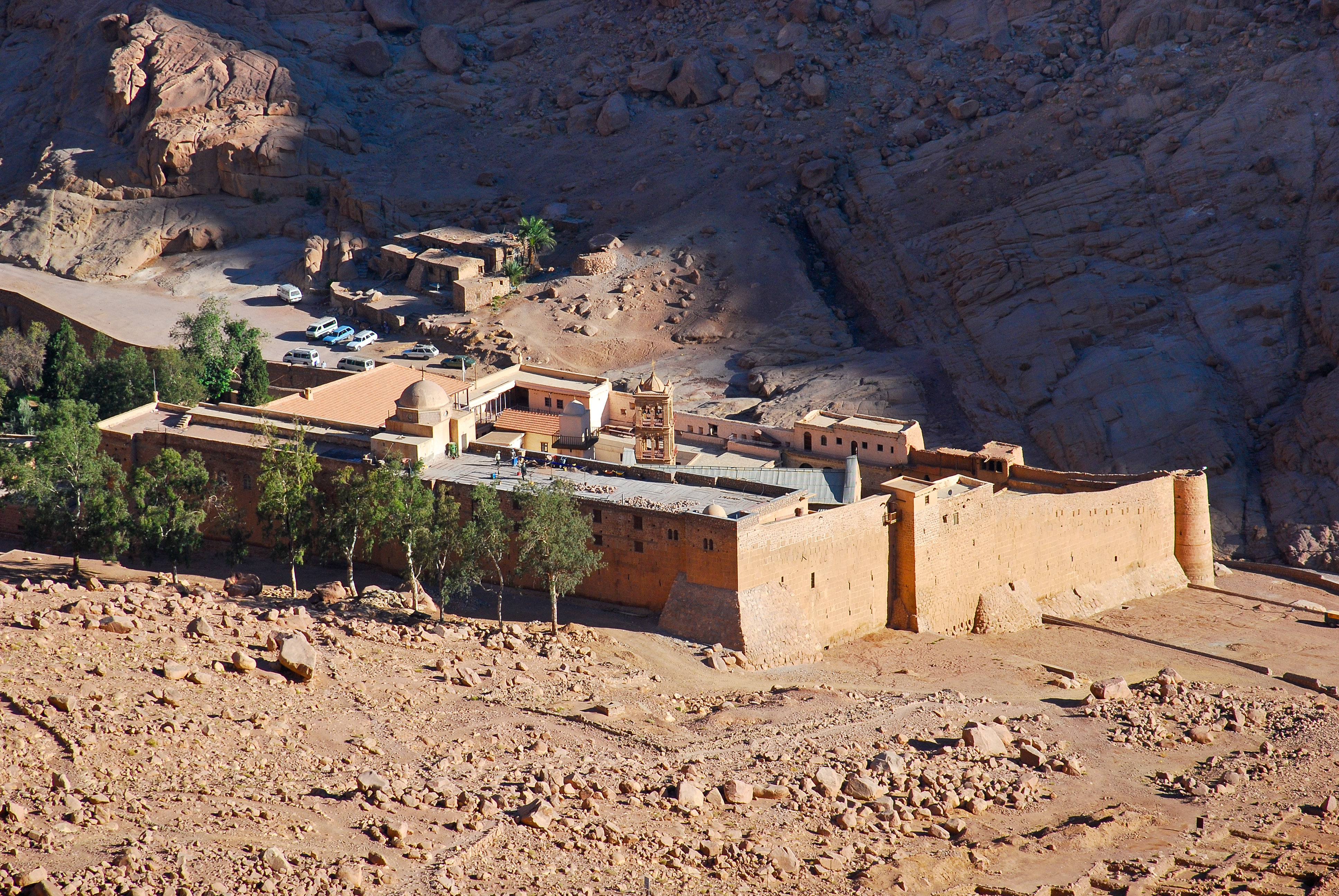
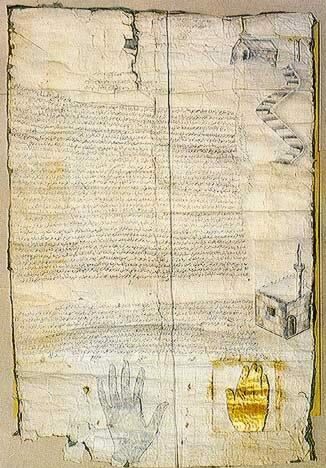